# شرکت کودوکاوا
شرکت کودوکاوا (انگلیسی: Kadokawa Corporation) یک شرکت چاپ ژاپنی است. مرکز این انتشارات در شهر توکیو است.